# Billunger Mark
Billunger Mark is een 19e-eeuwse term om het markgraafschap van Herman Billung aan te geven in de 10e eeuw.
Ten tijde van het Rooms-Duitse Rijk verkreeg Billung, een vazal van keizer Otto I, dit gebied veroverd op de Denen, Abodriten en andere Slaven en de Saksen. Deze laatsten waren reeds verslagen door Karel de Grote een eeuw eerder. Vermoedelijk heeft het markgraafschap van Billung bestaan gedurende de jaren 936 - 982. Het was gelegen ten noordoosten van de rivier de Elbe.

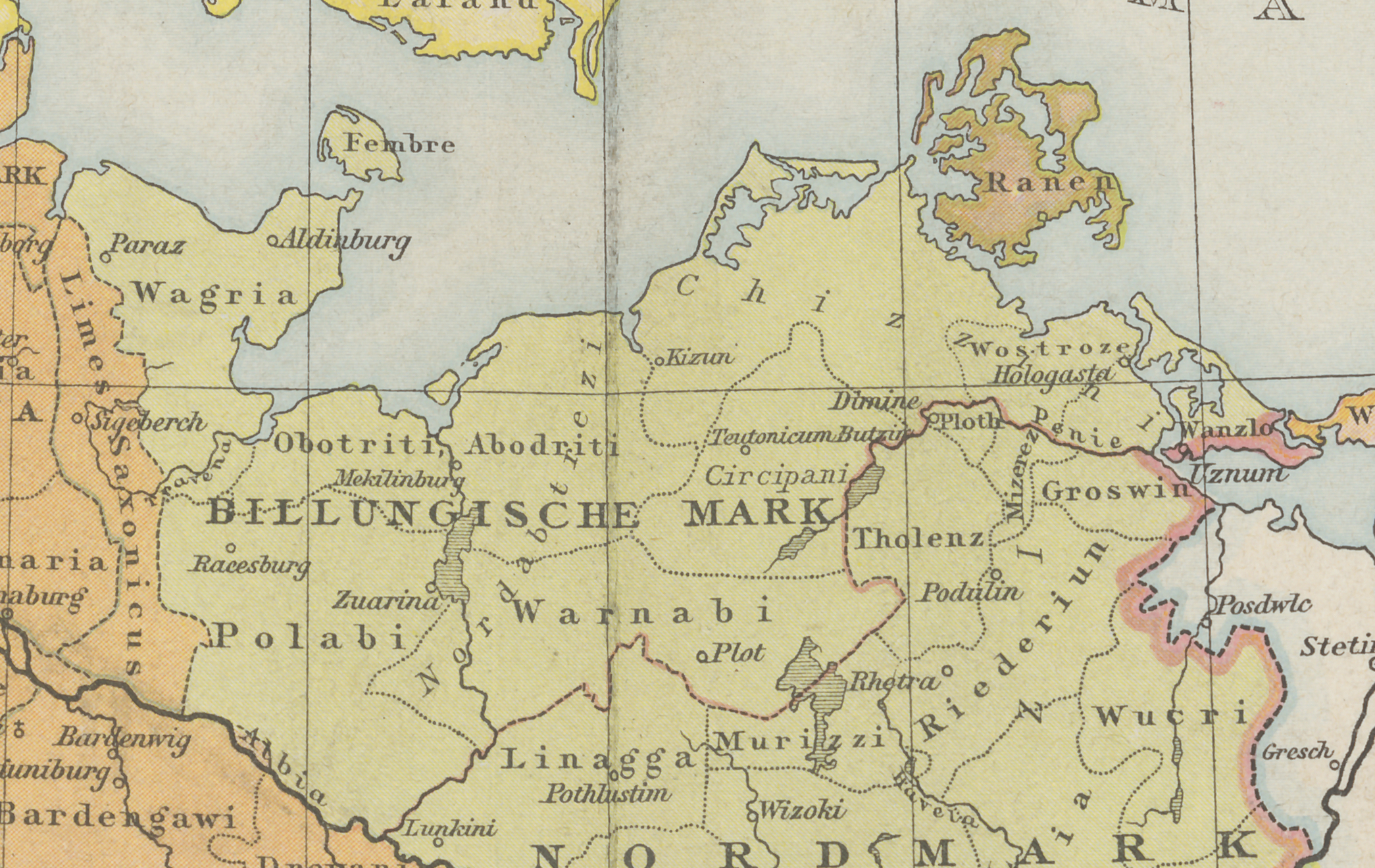
Kaart (ca. 1000) met de stammen van de Abriten-confederatie

Het markgraafschap onder Saksisch bestuur kwam in verval na de Slavische opstand van het jaar 983. In de 11e eeuw geraakte het in de invloedssfeer van het nieuwe hertogdom Pommeren.